# Кенефик (Тексас)
Кенефик (енгл. Kenefick) град је у америчкој савезној држави Тексас. По попису становништва из 2010. у њему је живело 563 становника.

## Демографија
Према попису становништва из 2010. у граду је живело 563 становника, што је 104 (15,6%) становника мање него 2000. године.
| Група             | 2000.       | 2010.       |
| Белци             | 649 (97,3%) | 532 (94,5%) |
| Афроамериканци    | 0 (0,0%)    | 0 (0,0%)    |
| Азијати           | 2 (0,3%)    | 2 (0,4%)    |
| Хиспаноамериканци | 11 (1,6%)   | 25 (4,4%)   |
| Укупно            | 667         | 563         |